# Luis Mayanés
Luis Lindorfo Mayanés Contreras (1925. január 15. – 1979. november 6.) chilei labdarúgócsatár.